# Tefal
Тефа́ль (фр. Tefal) — французьке підприємство, виробник і винахідник посуду з антипригарним покриттям. Компанія представлена в 120 країнах світу.

## Історія бренду
У 1954 році французький інженер Марк Грегуар винайшов спосіб нанесення ПТФЕ (ПоліТетраФлюорЕтилен або просто тефлон) на алюміній, створивши таким чином першу сковороду з антипригарним покриттям. Саме ця дата вважається початком історії бренду Tefal. Сьогодні майже всьому світові відомо про властивості тефлону, а в той час його використовували лише фахівці у галузях, які не мали відношення до побутової техніки: наприклад, тефлон активно використовували в аерокосмічних дослідженнях, ракетобудуванні. Згідно з офіційною легендою, Марк був завзятим рибалкою і займався вдосконаленням свого спінінга. Він спробував нанести тефлон на висувну систему спінінгу, і після цього помітив, що система запрацювала як годинник. Інженер із захопленням розповів про це дружині — Колетт Грегуар. Почувши про чудовий полімер і його властивості, Колетт Грегуар відразу ж зрозуміла, наскільки вдало виглядало б подібне покриття на сковороді, до якої би нічого не приставало. Марку залишалося тільки зрозуміти, як «причепити» матеріал, який ні з чим не реагує, до кухонного начиння. Багато часу це не зайняло, і дуже скоро з'явилася захищена від пригорання алюмінієва сковорідка. Тим часом заповзятлива Колетт Грегуар відразу ж перейнялася питаннями отримання патенту на спосіб фіксації ПТФЕ на поверхні алюмінію та реклами своєї диво-сковороди серед мешканок кварталу.
Так була створена нова категорія посуду — з антипригарним покриттям, а процес приготування їжі став набагато простішим. Близько двох років пішло на патентування технології та паперову тяганину. 1956 року народилася компанія Tefal, назва якої стала похідним від двох слів — TEFlon і Aluminium (тефлон та алюміній). Головний офіс нової компанії знаходився в місті Сарсель (Sarcelles), що знаходиться недалеко від Парижа.
У цей час почалася також масштабна кампанія з просування ідеї в маси: новонароджене підприємство Tefal SA наповнило своєю продукцією всі посудні магазини країни під лозунгом:
|  | Сковорода Tefal - перша сковорода, до якої нічого не пригорає. |

Поступово на новий посуд стали переходити не тільки господині, на плечі яких крім готування завжди лягає і миття посуду, але і консервативні французькі кухарі. До кінця року компанія виробляла 100 сковорідок на день. До 1958 року відповідне міністерство офіційно схвалило застосування ПТФЕ в харчовій промисловості. У цей рік компанії Tefal вдалося продати мільйон сковорідок, а через два роки обсяг продажів виріс до трьох мільйонів штук. У грудні 1960 року в нью-йоркському універмазі Macy's почався історичний розпродаж привезених з Франції сковорідок Tefal по 6,94 доларів за штуку. А після того, як новинку протестував (і схвалив) редактор популярної кулінарної, їх купували ще більше, не особливо дивлячись на ціну. У тому ж році у Нью-Йорку один модний журнал публікує фотографію «заможної та знаменитої дами», яка купує сковороду Tefal. Замовлення на сковороди в Америці зростають до 7500 штук на тиждень. Через 10 днів попит досяг 1 мільйона одиниць на місяць. До середини 1961 року один тільки американський ринок поглинав мільйон виробів на місяць. Не дивно, що до кінця 1960-х Tefal (до речі, американці знають його під назвою T-fal) стає провідним французьким виробником посуду. Вже у 1968 році Tefal стає виробником посуду № 1 у Франції з обсягом продажів у 49 мільйонів франків. Компанія була придбана французькою фірмою з виробництва побутових приладів SEB (на сьогоднішній день до складу цієї групи входять такі бренди, як Krups, Moulinex, Rowenta і Tefal). Так Марк Грегуар передав бізнес професійним менеджерам, оскільки вважав, що ведення бізнесу заважало його основній справі — винахідництву. Час показав, що інженер Грегуар вчинив правильно, адже саме в ці роки асортимент продукції, що випускається компанією Tefal поповнила дрібна побутова техніка з антипригарним покриттям. Так на початку сімдесятих в асортименті компанії з'явилися електричні сендвічниці, вафельниці (зрозуміло, з антипригарним покриттям), кухонні запальнички, а до початку вісімдесятих компанія Tefal поширила свій вплив за межі кухні, представивши першу праску з електронним термостатом. Виробник і донині підтримує асортимент рішень, у якому крім посуду присутня і кухонна техніка (електрогрилі, комбайни, електрочайники тощо), і техніка для дому (електронні ваги, праски тощо). У подальші роки Тефаль продовжує удосконалюватися в сфері виробництва кухонного начиння і техніки для дому. Але все одно, основним напрямком залишається посуд. Компанія невпинно проводить дослідження в цьому напрямку, представляючи на ринку все нові й нові інноваційні рішення. Зараз випускаються не тільки сковорідки, а й різний посуд з антипригарним покриттям, форми для випічки, кухонні аксесуари, ваги кухонні, блендери, соковижималки, міксери, хлібопічки, чайники, і багато іншої кухонної техніки. Крім побутової техніки та посуду, компанія випускає прилади для дітей до 2-х років.
Важливим є той факт, що вся посуду цього бренду підлягає обов'язковій сертифікації, це говорить, що всі матеріали з яких створені прилади, безпечні для здоров'я.
Як і раніше в її розвитку відіграє роль вдала реклама, що добре запам'ятовується. У СНД продукція марки Tefal вперше з'явилась у 1982 році. Сьогодні марку Tefal у СНД представляє Група SEB, а продукція Tefal відома в більш ніж в 120-ти країнах світу, головний офіс перебрався в Рюмії (Rumilly), а більшість заводів — в Азію.

## Логотипи

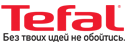

## Слогани
- «Тефаль. Без твоїх ідей не обійтися»
- «Tefal. Ти завжди думаєш про нас»

## Цікавий факт
Наприкінці 1980-х і початку 1990-х років у Великій Британії вживали жаргонні фрази «Tefal Head» або «Tefal Man», що позначали розумних людей. Справа в тому, що саме тоді компанія запустила рекламу, в якій активно обігрувався образ вчених, що оспівували цю продукцію.